# 刁培泽
刁培泽（1926年12月—2024年10月6日），山东省文登市米山镇长山村人。中国人民解放军少将。
第二次国共内战期间，加入中国人民解放军。后担任通信兵学院训练部副部长，解放军通信总站副主任、主任，解放军总参谋部通信部副部长、总参谋部通信部部长，1988年被授予少将军衔，同年底离休。